# Serositis
Serositis se refiere a la inflamación de los tejidos serosos del cuerpo, los tejidos que rodean los pulmones (pleura), corazón (pericardio), y la capa interior del abdomen (peritoneo) y de los órganos dentro de él.

## Causas
La serositis se presenta en numerosas enfermedades o padecimientos:
- Lupus eritematoso (SLE), para el cual es uno de sus criterios,
- Fiebre mediterránea familiar (MEFV),
- Falla renal crónica
- Enfermedad de Still de adultos